# Андрій Ангелович
д-р Андрій Ангелович, або Андрій де Ангеллович гербу Сас (нар. 30 вересня 1766—1820) — український правник, теоретик церковного права.

## Біографія
Син священика УГКЦ (брат Антін народився у селі Гринів (зараз Пустомитівський район, Львівської області). Закінчив відділ теолоґії Львівського університету близько 1790 р. Потім працював у галузі правничих наук та адвокатом. В 1796 р. захистив ступінь доктора у Львівськім унїверситеті, у 1797 р. став тут звичайним професором канонїчного права, яке викладав українською мовою. У 1800 р. переїхав до Тарнова, його наступник д-р Іван Хризостом Мохнацький викладав польською. У 1798 р. став членом Ставропигійського Інституту. Автор праці «Право канонноє» (залишилась в рукописі).
У 1799 році був «дієцезійним екзаменатором».

## Родина
Його рідним братом був ректор Львівського університету та Митрополит Антін (Ангелович). 